# Erbendorfer Trog
Der Erbendorfer Trog ist eine naturräumliche Untereinheit, die im nördlichen Oberpfälzischen Hügelland liegt und nach der gleichnamigen Stadt benannt wurde. Der Erbendorfer Trog ist eines der in Nordostbayern am Südwestrand der Böhmischen Masse gelegenen Permokarbonvorkommen. Zusammen mit der Weidener Bucht wird der Erbendorfer Trog als Weidener Becken bezeichnet.

## Naturräumliche Zuordnung und Gliederung
Der Erbendorfer Trog ist ein untergeordneter Naturraum im Weidener Becken im Norden des Oberpfälzischen Hügellandes.
Da von den Einzelblättern 1:200.000 zum Handbuch der naturräumlichen Gliederung Deutschlands das Blatt 154/155 Bayreuth nicht erschienen ist, existiert für den Nordteil des Oberpfälzischen Hügellandes keine Feingliederung. Die Weidener Bucht wird aber regelmäßig in einschlägiger Fachliteratur als Naturraum erwähnt.

## Geologie
Die Rotliegend-Sedimente der Weidener Bucht entstanden unter Wüstenklima aus dem Abtragungsschutt des variszischen Gebirges im Anschluss an die tropisch bis subtropisch geprägte Karbonzeit, in der in der Gegend der Weidener Bucht ausgedehnte Sumpfwälder zu finden waren.